# Conchiophora
Conchiophora é um gênero de mariposa pertencente à família Acrolepiidae.